# Hyèvre-Magny
Hyèvre-Magny é uma comuna francesa na região administrativa de Borgonha-Franco-Condado, no departamento de Doubs. Estende-se por uma área de 3,41 km². Em 2010 a comuna tinha 70 habitantes (densidade: 20,5 hab./km²).